# Ashley Tisdale
Ashley Michelle Tisdale (Monmouth Beach (New Jersey), 2 juli 1985) is een Amerikaans model, actrice en zangeres.

## Biografie

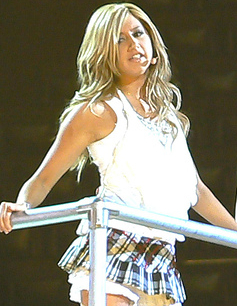
Tisdale in 2007.

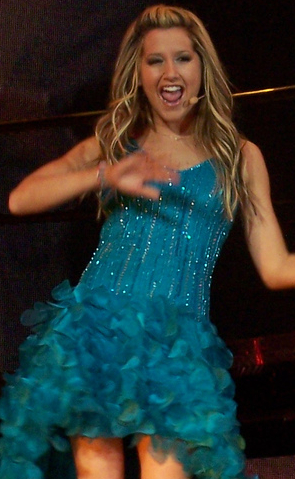
Tisdale in 2007.

Tisdale begon al vroeg met acteren. Ze was nog maar net drie toen haar manager Bill Perlman haar ontdekte. Ze verscheen in meer dan honderd reclamespotjes. Tisdale was nog maar acht toen ze op Broadway stond in de musical Les Misérables. Daarna verscheen ze in de musical Annie. Ze toerde door de Verenigde Staten en ook internationaal.

### Televisie en film
Tisdale kreeg aan het einde van de jaren negentig gastrollen in televisieseries, waaronder Smart Guy, 7th Heaven, Grounded for Life, Boston Public, Strong Medicine, Charmed en Beverly Hills, 90210. Ze had een kleine rol in Donnie Darko (2001) en had terugkerende rollen in de series The Hughleys en Still Standing.
Tisdale werd bekend toen ze in 2005 een rol kreeg in de succesvolle kinderserie The Suite Life of Zack & Cody. Ze deed auditie voor Maddie Fitzpatrick en London Tipton, ze kreeg de rol van Maddie. Ze werd ook al snel bekend met andere programma's op Disney Channel en nadat ze een rol kreeg in High School Musical, de meest succesvolle Disney Channel Original Movie ooit, werd ze bekend onder een groot jong publiek. In High School Musical speelt ze Sharpay Evans, het populairste meisje van de school. Door die laatste film had ze minder tijd voor haar rol in de serie The Suite Life of Zack & Cody, waardoor ze niet in elke aflevering te zien is.
In de zomer van 2007 werd de film High School Musical 2 uitgebracht, waarin Tisdale opnieuw de rol van Sharpay Evans vertolkte.
In december 2008 kwam High School Musical 3 uit en dat is de laatste High School Musical-film waaraan Tisdale meedoet. Ondertussen is er een spin-offserie gemaakt over The Suite Life of Zack & Cody genaamd The Suite Life On Deck. Het is hetzelfde concept maar dan op een boot. Hierin doet Tisdale niet mee, wel kreeg ze een gastrol waarin ze terugkeert om enkele dagen mee te varen met de boot. In 2011 speelde ze opnieuw de rol van Sharpay Evans in Sharpay's Fabulous Adventure.
In november 2019 verscheen de Netflix-original Merry Happy Whatever. Tisdale vertolkte hierin de rol van Kayla Quinn, een van de dochters van het excentrieke gezin die de feestdagen vieren.

### Muziek
Tisdale heeft ook een muziekcarrière. Zo zong ze voor Disney de nieuwe versies van Kiss The Girl en Someday My Prince Will Come (met Drew Seeley) in. Tisdale zong veel in musicals, waardoor ze niet veel later een platencontract kreeg bij Staples, Inc. Haar eerste album, Headstrong, werd uitgebracht door Warner Bros. Records op 6 februari 2007. Haar eerste single, "He Said She Said", werd uitgebracht op 19 december 2006.
Op 28 juli 2009 heeft ze een tweede album uitgebracht, getiteld Guilty Pleasure. Dit album is meer een rockalbum dan haar eerste album. De eerste single heet "Acting Out" en de tweede heet "It's Alright It's OK". Er is ook een limited edition gemaakt van haar laatste album die alleen op het internet te verkrijgen is op haar site.

## Discografie
Albums
| Titel           | Datum van uitgave |
| --------------- | ----------------- |
| Headstrong      | 6 februari 2007   |
| Guilty Pleasure | 28 juli 2009      |

## Liedjes uit films
- "Bop to the Top" (High School Musical 1)
- "What I´ve Been Looking For" (High School Musical 1)
- "What I´ve Been Looking For" (reprise)(High School Musical 1)
- "We're All In This Together" (High School Musical 1+3)
- "What Time Is It?"(High School Musical 2)
- "Fabulous" (High School Musical 2)
- "All for One"(High School Musical 2)
- "Humuhumunukunukuapua'a"(High School Musical 2)
- "You Are The Music In Me"(High School Musical 2)
- "I Want It All"(High School Musical 3)
- "A night to remember" (High School Musical 3)
- "Senior Year Spring Musical Medley" (High School Musical 3)
- "High School Musical" (High School Musical 3)
- "Just Getting Started" (High School Musical 3)
- "Gonna Shine" (Sharpay's Fabulous Adventure)
- "Me Boy And Me" (Sharpay's Fabulous Adventure)
- "New York's Best Kept Secret" (Sharpay's Fabulous Adventure)
- "The Rest Of My Life" (Sharpay's Fabulous Adventure)